# Сражение при Бухаресте (1771)
Сражение при Бухаресте — одно из сражений русско-турецкой войны 1768—1774 годов, произошедшее 20 (31) октября 1771 года в Валахии.
Отразив в августе и начале октября 1771 года русские наступления на Журжу, турецкое командование решило, что настал удобный момент для захвата Валахии, поэтому предприняло попытку овладеть Бухарестом, направив туда армию Эмир-Махмета (свыше 80 % её численности составляла конница), которая 20 (31) октября подошла к Бухаресту.
Генерал-поручик Р.-В. И. фон Эссен выстроил свою пехоту в четыре каре, между которыми расположил конницу. Турки подошли к деревне Попешти, расположенной на расстоянии шести вёрст от позиции русских и начали строить ретраншемент. Чтобы не дать возможности противнику закрепиться, Эссен приказал наступать.
Турки, не ожидавшие атаки русских войск, пришли в замешательство, но затем контратаковали своей кавалерией. Часть сил двинулась с фронта, а другая стала осуществлять фланговый рейд на оставленный почти без прикрытия Бухарест. Обойдя позиции Эссена, турецкая кавалерия переправилась на левый берег реки Дымбовица и устремилась к Бухаресту. Этот манёвр был своевременно замечен. Наперерез турецкой коннице двинулся отряд под командованием подполковника Д. К. Кантемира. Чуть позже ему на помощь подоспел построенный в каре отряд генерала И. В. Гудовича с артиллерией, который остановил залпами картечи атаки турецкой конницы, а затем загнал её в реку.
Обезопасив себя с левого фланга, Эссен силами трёх каре атаковал турецкий ретраншемент. В ходе совместной атаки пехоты и кавалерии при поддержке артиллерии, а также обходного манёвра с левого фланга Кантемира турецкая пехота была выбита из укрепления и бежала. Довершила победу конная бригада Н. Панина, которая преследовала противника, не давая ему возможности сплотиться и контратаковать. Подошедший с тыла отряд генерал-майора П. А. Текели окончательно рассеял турецкую конницу и пехоту по кустам, а затем преследовал до ночи восемь вёрст.
Русские потеряли в этом сражении 254 человек. Потери турок — свыше 2 тысяч человек. Поражение не позволило турецкому командованию перехватить инициативу в кампании 1771 года и овладеть Бухарестом. Преследуя отступавших, 24 октября (4 ноября) 1771 кавалерийский отряд подполковника Д. К. Кантемира (до 1,5 тыс. человек) взял Журжу почти без сопротивления, захватив 50 пушек. Для преследования и полного разгрома турок у фон Эссена было недостаточно сил, но был очищен от турецких войск левый берег Дуная.

## Комментарии
1. ↑  Недавно пожалованный Георгиевский кавалер.